# Helen Wills Moody

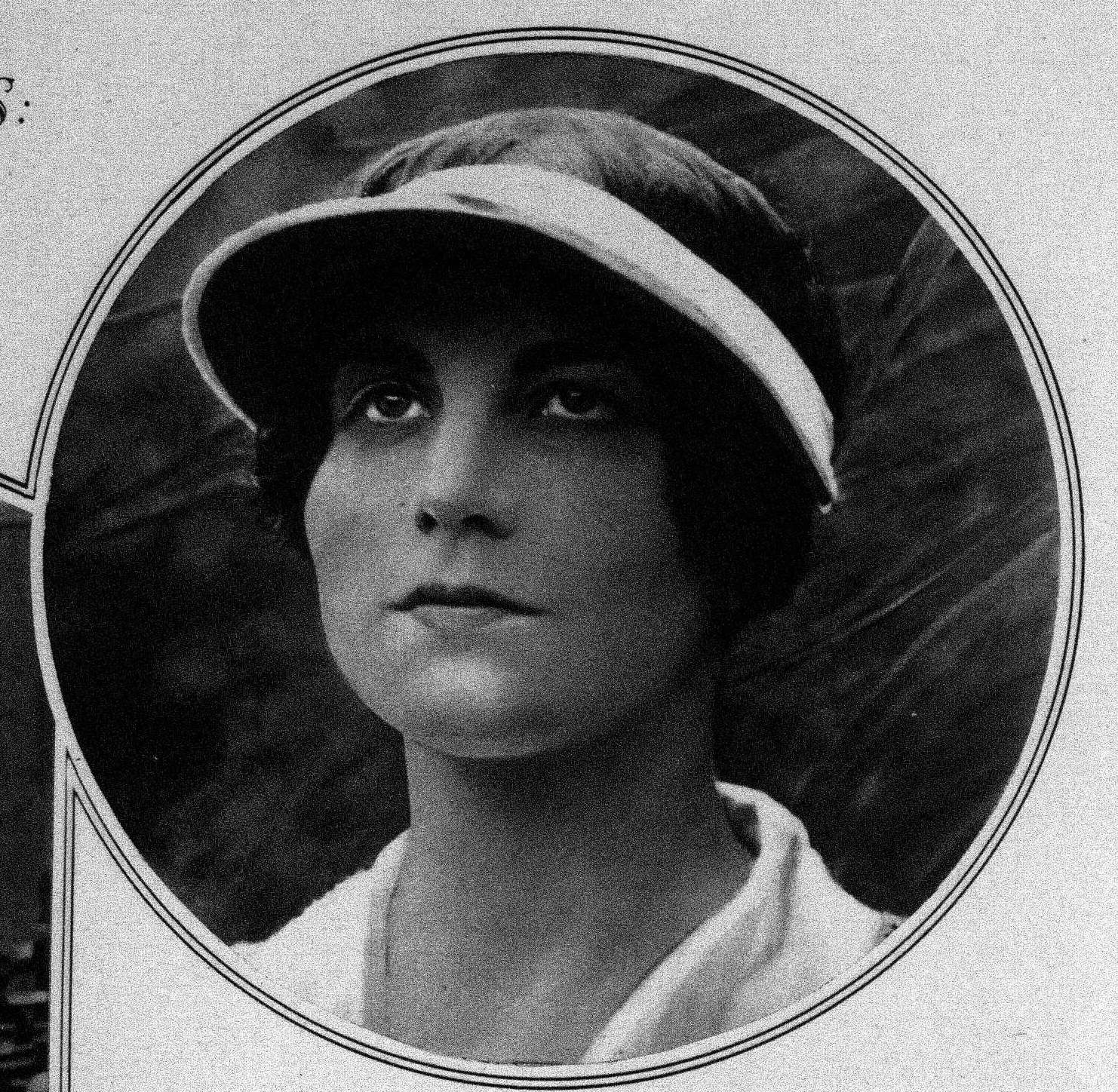
Helen Wills, um 1926

Helen Newington Wills Moody Roark (* 6. Oktober 1905 in Centerville, Kalifornien; † 1. Januar 1998 in Carmel, Kalifornien) war eine US-amerikanische Tennisspielerin. Zusammen mit der Französin Suzanne Lenglen dominierte sie die 1920er und 1930er Jahre. Wills Moody gilt als eine der besten Tennisspielerinnen.

## Bilanz einer Karriere
| Rang                      | Tennisspielerin       | Titel |
| ------------------------- | --------------------- | ----- |
| 1.                        | Margaret Court        | 24    |
| 2.                        | Serena Williams       | 23    |
| 3.                        | Steffi Graf           | 22    |
| 4.                        | Helen Wills Moody     | 19    |
| 5.                        | Chris Evert           | 18    |
| 5.                        | / Martina Navratilova | 18    |
| 7.                        | Suzanne Lenglen       | 12    |
| 7.                        | Billie Jean King      | 12    |
| Stand: 11. September 2022 |                       |       |

Helen Wills Moody gewann insgesamt 31 Grand-Slam-Titel in Einzel, Doppel und Mixed. Mit 19 Triumphen in den Einzelkonkurrenzen wird sie bis zum heutigen Tage nur von Margaret Smith Court (24), Serena Williams (23) und Steffi Graf (22) übertroffen. Wills triumphierte sieben Mal bei den US-amerikanischen Meisterschaften (1923–1925, 1927–1929 und 1931), acht Mal in Wimbledon (1927–1930, 1932, 1933, 1935 und 1938) und vier Mal bei den französischen Meisterschaften (1928–1930, 1932). Bei den Olympischen Spielen 1924 in Paris gewann sie zudem zwei Goldmedaillen.
Zwischen 1919 und 1938 verbuchte sie die unglaubliche Bilanz von 398 Siegen bei nur 35 Niederlagen und blieb zwischen 1927 und 1932 in 158 aufeinanderfolgenden Spielen unbesiegt, ohne auch nur einen einzigen Satz abzugeben. Helen Wills galt über den Zeitraum von acht Jahren als die Nummer 1 der Welt.

## Helen Wills und Suzanne Lenglen – zwei Dominatorinnen zur gleichen Zeit
Obwohl sich die Karrieren der großen Französin Suzanne Lenglen (1919–1926) und der großen US-Amerikanerin Helen Wills (1922–1938) immerhin vier Jahre überschnitten haben und beide in der gleichen Ära spielten, ist es kurios, dass beide nur ein einziges Mal aufeinander trafen.
Dieses seltene Ereignis, ein Höhepunkt in beider Karriere, fand im Jahr 1926 statt – dem letzten Jahr Lenglens als Amateurin. Die Französin ist 26, sechsfache Wimbledon-Siegerin und auf dem Höhepunkt ihres Könnens. Helen Wills ist gerade einmal 20 Jahre alt. Die junge US-Amerikanerin hatte 1921 und 1922 den nationalen Jugendtitel gewonnen, war aber bis 1924 nicht zu den europäischen Turnieren gereist. Ihrem Spiel fehlte noch jene Reife, die sie im nächsten Jahrzehnt zur nahezu unschlagbaren Spielerin machen sollte. Trotz dieses Umstandes hatte Wills ihre potentielle Dominanz auf der amerikanischen Bühne bereits angedeutet: 1923, 1924 und 1925 gewann sie die US Open, auf die die Französin nach den negativen Erfahrungen des Jahres 1921 verzichtete. Wills wiederum hatte in dieser Zeit die French Open nicht gespielt, war aber bei ihrem ersten Ausflug nach Europa 1924 immerhin auf Anhieb in das Finale von Wimbledon eingezogen. Ausgerechnet jenes eine Wimbledon-Turnier musste die Französin, Siegerin aller sonstigen Austragungen zwischen 1919 und 1925, krankheitsbedingt schon in der dritten Runde beenden.
Beide sind Legenden und Dominatorinnen ihrer Zeit – aber auf getrennten Bühnen. So kommt es im Cannes 1926 zum einzigen, lange erwarteten und leidenschaftlich herbeigesehnten Schlagabtausch zwischen der „Königin Europas“ und ihrer jungen amerikanischen Herausforderin. Es ist auch der Kampf zwischen der glorreichen Vergangenheit des Tennissports und seiner Zukunft. Das Interesse der Öffentlichkeit ist so groß, dass nicht nur die Plätze am Rande des Courts ausverkauft sind und die höchsten Schwarzmarktpreise gezahlt werden. Bereits die regulären Ticket-Preise (50 US-Dollar) haben ein – im Zeithorizont betrachtet – schwindelerregendes Niveau. Vielmehr sind auch sämtliche Balkone und Dächer in der näheren Umgebung bedeckt von Menschentrauben. Unter den zahlreichen prominenten Zuschauern befindet sich der schwedische König Gustav, ebenso aber eine Gruppe französischer Schuljungen, die man kurz vor Beginn der Partie aus den Eukalyptusbüschen am Rande des Spielfelds zerrt, wo sie sich versteckt haben.
Lenglen, extravaganter erster Weltstar des Sports, berühmt für ihr taktisch-einfallreiches und variables Spiel, ihre ballerinenhaft leichten und flinken Bewegungen sowie überraschende Netzattacken gegen die sich eher schwerfällig bewegende athletische Rechtshänderin; deren Spiel zeichnet sich vor allem durch die Brachialgewalt ihrer Grundlinienschläge auf Rück- und Vorhandseite aus. Aber auch, so Zeitgenossen, durch ein außergewöhnliches Antizipationsvermögen, das ihr erlaubt, die Schwächen in Beweglichkeit und Schnelligkeit zu überspielen. Der legendäre Donald Budge, ein lebenslanger Beobachter des internationalen Tennis und zeitweise Wills’ Mixed-Partner, äußert sich in den 1990ern erstaunlicherweise so, dass „vielleicht mit der Ausnahme von Steffi Graf“ keine andere Spielerin bis heute über eine solche Schlaghärte verfügt habe wie Wills.
Das dramatisch verlaufende Spiel selbst wird zum Mythos und gilt bis heute als eine Sternstunde des Tennis: Lenglen, mehrfach dem Kreislaufversagen nahe, gelingt es in einer großen Kraftanstrengung und mit taktischer Raffinesse, die vermeintliche Nachfolgerin knapp mit 6:3 und 8:6 niederzuringen und die Jugend zu besiegen.
Die unterlegene Helen Wills wird dieses Zusammentreffen mit Suzanne Lenglen später trotzdem als den Höhepunkt ihrer glanzvollen Karriere bezeichnen und als einen wichtigen Wendepunkt. In der Auseinandersetzung mit der großen Französin habe sie begriffen, so Wills später, dass sie sich in Zukunft ganz auf ein möglichst schnörkelloses Powerspiel und im Besonderen auf die Verbesserung ihrer harten Vorhand konzentrieren müsse.
Zudem hat das sportliche Ereignis auch unerwartete private Folgen. Nach dem Ende der Partie lässt es sich ein gewisser Frederick Moody nicht nehmen, der Geschlagenen seine Bewunderung auszudrücken. Die Heirat folgt nur wenige Jahre später.

## 1927–1938: 16 Grand-Slam-Siege im Einzel
Das Aufeinandertreffen in Cannes bleibt die einzige Begegnung der beiden Tennislegenden. Als die Französin wenig später ihren Übertritt ins Profilager erklärt, ist der Weg frei für Helen Wills Moody, die von 1927 an die lange gültige Rekordzahl von acht Einzelsiegen in Wimbledon und auch vier Siege bei den French Open (1928–1932) erringt. Mit den bei den US Open nach 1927 errungenen weiteren vier Einzelsiegen triumphiert Moody in diesem Zeitraum bei nicht weniger als 16 Grand-Slam-Konkurrenzen.
Zwischen 1927 und 1932 bleibt Wills ungeschlagen und verliert nicht einen einzigen Satz. In diesem Zeitraum erkennt man der schier unschlagbaren US-Amerikanerin einen besonderen Spitznamen zu. Aufgrund ihres auch in den kritischsten Spielsituationen unbewegten und ausdruckslosen Gesichts wird aus Helen Wills „Little Miss Poker Face“.
Das Jahr 1927 bringt neben den großen Erfolgen weitere persönliche Veränderungen. An der Universität von Berkeley erwirbt Moody ihren Abschluss im Fach Kunst. Eine Leidenschaft, die die begeisterte Malerin bis zu ihrem Lebensende begleiten wird.
1928 gelingt der US-Amerikanerin ein weiteres Novum. Als erste Spielerin überhaupt gewinnt Wills drei Grand-Slam-Turniere im selben Jahr. Sie triumphiert in Paris, in Wimbledon und bei den US Open. Sie ist auch die erste US-Amerikanerin, die auf der roten Asche in Paris gewinnt. Ein Erfolg, den sie in direkter Folge dreimal zu wiederholen vermag.
1929 heiratet Helen Wills Frederick Moody und spielt fortan unter jenem Doppelnamen, unter dem sie bis heute bekannt ist. Acht Jahre später, 1937, folgt die Scheidung.
1935 wird Helen Wills Moody von Associated Press als Sportlerin des Jahres ausgezeichnet.
1938 gewinnt die 33-jährige Wills ihren letzten Major-Titel; sie triumphiert zum achten und letzten Mal auf dem heiligen Rasen in Wimbledon. Ein Rekord – nur scheinbar für die Ewigkeit.
Helen Wills ist zu dieser Zeit meist auch Mitglied des siegreichen US-Teams beim damals legendären Wightman Cup (1923–1925, 1927–1932, 1938), dem Team-Länderkampf zwischen den USA und England.
Im Oktober 1939 gibt Wills schließlich Aidan Roark das Jawort. Ein Jahr zuvor hatte sie ihren Rücktritt vom Wettkampfsport erklärt.

## Nach dem Sport
1959 wird die US-Amerikanerin in die Hall of Fame aufgenommen.
Ihre Rekordzahl von 19 Grand-Slam-Siegen im Einzel bleibt 32 Jahre unübertroffenen. Erst 1970 gelingt es der Australierin Margaret Smith Court (24 Titelgewinne insgesamt), sie darin zu übertrumpfen. Eine bis heute unerreichte Rekordleistung bleibt Helen Wills’ Gesamtbilanz bei den Major-Turnieren: von 22 Grand-Slam-Turnieren, an denen sie teilnahm, gewann die US-Amerikanerin 19. Nur dreimal scheiterte sie im Finale an der späteren Siegerin; sie kommt so auf die unglaubliche Karrierebilanz von 126 Siegen bei 129 Spielen insgesamt.
Wills’ Rekord von acht Einzelsiegen in Wimbledon aus dem Jahr 1938 hält bis 1990. Sie ist bereits eine betagte 85 Jahre alte Dame, als es Martina Navrátilová gelingt, die Bestmarke der Tennislegende mit ihrem neunten Titelgewinn zu überbieten.
Wills bleibt zeit ihres Lebens höchst interessiert an den Entwicklungen in ihrem Sport. Edward Chandler, ein lebenslanger Freund, berichtet der New York Times im Jahr 1988, dass Wills erst im Alter von 82 Jahren mit dem Tennissport aufgehört habe – gezwungenermaßen. Aber sie sei ihr ganzes Leben lang ein Wettkampftyp geblieben, der den vergleichenden Kampf geliebt und gesucht habe. Auch nach dem Rücktritt vom Leistungssport. In allem, was sie gemacht habe, sei sie bestrebt gewesen, immer die Beste zu sein. Dieses Charaktermerkmal offenbarte sich auch, als Jeanne Cherry, eine US-amerikanische Sporthistorikerin, sich erkundigte, was die große alte Dame des Tennissports über Navrátilovás Leistung denke, die nun ihren Wimbledon-Rekord nach so langer Zeit gebrochen habe. Wills habe ihre ehrliche und tiefe Bewunderung für die Dominatorin der Gegenwart zum Ausdruck gebracht. Um dann hinzuzufügen: „Nun, sie hat ja auch all diese Gewichte gestemmt, wissen Sie!“
Helen Wills starb am 1. Januar 1998 im Alter von 92 Jahren.

## Karrierebilanz
French Open
- Einzel: 1928–1930 und 1932
- Doppel: 1930 und 1932
- Mixed: 1928, 1929 und 1932

Wimbledon
- Einzel: 1927–1930, 1932, 1933, 1935 und 1938 (zudem Finale 1924)
- Doppel: 1924, 1927 und 1930
- Mixed: 1929

US Open
- Einzel: 1923–1925, 1927–1929 und 1931 (Finale 1922)
- Doppel: 1922, 1924, 1925 und 1928 (Finale 1933)
- Mixed: 1924 und 1928 (Finale 1922)

Olympische Spiele
- Einzel: 1924
- Doppel: 1924

Wightman Cup
- 1923–1925, 1927–1932 und 1938